# ناحیه الحمادیه
ناحیه الحمادیه (به عربی: دائرة الحمادیة) یک ناحیه در الجزایر است که در استان برج بوعریریج واقع شده‌است.